# Яльмар Юганссон
Яльмар Юганссон (швед. Hjalmar Johansson, 20 січня 1874 — 30 вересня 1957) — шведський стрибун у воду.
Олімпійський чемпіон 1908 року, срібний медаліст 1912 року.